# Roudouallec
Roudouallec é uma comuna francesa na região administrativa da Bretanha, no departamento Morbihan. Estende-se por uma área de 24,9 km². Em 2010 a comuna tinha 722 habitantes (densidade: 29 hab./km²).